# Warren Weir
Warren Weir (nar. 31. října 1989) je bývalý jamajský sprinter, specialista na běh na 200 metrů. Dříve trénoval ve stejné skupině, jako slavnější krajani a atletičtí kolegové Usain Bolt a Yohan Blake. Weir se narodil v Trelawny Parish a začínal jako sprinter i překážkář. Jeho největším úspěchem je zisk zlaté medaile ze štafety na 4 x 100 metrů na MS v Moskvě (2013) a stříbrná medaile v běhu na 200 metrů na stejné akci. Na LOH v Londýně o rok dříve vybojoval v běhu na 200 metrů bronzovou medaili. Jeho osobní rekord v běhu na 100 metrů má hodnotu 10,02 sekundy, na 200 metrů pak 19,79 sekundy.
Weir ukončil svoji profesionální atletickou kariéru v roce 2017.